# 蒂莫·施塔菲尔特
蒂莫·施塔菲尔特（Timo Staffeldt，1984年2月9日—）是一位德国足球運動員，场上位置为中场。
自1996年起为卡尔斯鲁厄队效力，先是在青年队，然后是2队。2005年起这位右脚将开始参加德乙的比赛，身批17号战袍。